# Крейгхед (округ)
Кре́йгхед (англ. Craighead County) — округ в США, штате Арканзас. Официально образован 19 февраля 1859 года. По состоянию на 2010 год, численность населения составляла 96 443 человек. Получил своё название в честь американского политического деятеля Томаса Крейгхеда.

## География
По данным Бюро переписи США, общая площадь округа равняется 1 847 км², из которых 1 831 км² суша и 14 км² или 0,8 % это водоёмы.

### Соседние округа
- Грин (Арканзас)  (north)
- Данклин (Миссури)  (northeast)
- Миссисипи (Арканзас)  (east)
- Пойнсетт (Арканзас)  (south)
- Джэксон (Арканзас)  (west)
- Лоренс (Арканзас)  (northwest)

## Демография
По данным переписи населения 2000 года в округе проживает 82 148 жителей в составе 32 301 домашних хозяйств и 22 093 семей. Плотность населения составляет 45 человек на км². На территории округа насчитывается 35 133 жилых строений, при плотности застройки 19 строений на км². Расовый состав населения: белые — 89,27 %, афроамериканцы — 7,78 %, коренные американцы (индейцы) — 0,33 %, азиаты — 0,60 %, гавайцы — 0,02 %, представители других рас — 0,93 %, представители двух или более рас — 1,06 %. Испаноязычные составляли 2,12 % населения независимо от расы.
В составе 32,30 % из общего числа домашних хозяйств проживают дети в возрасте до 18 лет, 53,30 % домашних хозяйств представляют собой супружеские пары проживающие вместе, 11,40 % домашних хозяйств представляют собой одиноких женщин без супруга, 31,60 % домашних хозяйств не имеют отношения к семьям, 25,20 % домашних хозяйств состоят из одного человека, 9,10 % домашних хозяйств состоят из престарелых (65 лет и старше), проживающих в одиночестве. Средний размер домашнего хозяйства составляет 2,46 человека, и средний размер семьи 2,96 человека.
Возрастной состав округа: 24,10 % моложе 18 лет, 14,00 % от 18 до 24, 28,70 % от 25 до 44, 21,40 % от 45 до 64 и 11,80 % от 65 и старше. Средний возраст жителя округа 33 года. На каждые 100 женщин приходится 93,80 мужчин. На каждые 100 женщин старше 18 лет приходится 90,50 мужчин.
Средний доход на домохозяйство в округе составлял 32 425 USD, на семью — 40 688 USD. Среднестатистический заработок мужчины был 30 366 USD против 21 109 USD для женщины. Доход на душу населения составлял 17 091 USD. Около 11,60 % семей и 15,40 % общего населения находились ниже черты бедности, в том числе — 19,40 % молодежи (тех кому ещё не исполнилось 18 лет) и 13,40 % тех кому было уже больше 65 лет.